# Silvia Alessandri
Pour les articles homonymes, voir Alessandri.
Silvia Alessandri, née le 20 mai 1927 à Santiago (Chili) et morte le 30 juin 2021 dans la même ville, est une femme politique chilienne, membre du Parti national. Elle est députée de Santiago entre 1969 et 1973.

## Biographie
Silvia Alessandri est la fille du médecin Hernán Alessandri (en) et de Sofía Montes Sutil. Elle est également la nièce de l'ancien président Jorge Alessandri Rodríguez et la petite-fille d'Arturo Alessandri Palma. Elle effectue ses études secondaires au Colegio del Sagrado Corazón. Plus tard, elle suit une formation d'infirmière à la Croix-Rouge chilienne.
Ayant rejoint le Parti national, elle est élue députée de la 7e circonscription départementale de Santiago, pour la période 1969-1973. Elle est membre de la Commission permanente de la santé publique, de la Commission de la défense nationale, de la Commission des mines, de celle du Trésor, de celle des relations extérieures, de celle du travail et de la sécurité sociale et de celle du logement et de l'urbanisme. Elle appartient aussi à la Commission spéciale d'enquête sur les plaintes contre le Service national de santé (SNS), entre 1971 et 1972. Elle est membre de la Commission parlementaire du Parti national entre 1972 et 1973. En décembre 1971, elle obtient l'autorisation des autorités pour organiser une manifestation, qui est à l'origine au mouvement civique « Pouvoir féminin ».
Elle épouse Hernán Calvo Salas ; ils ont cinq enfants. Elle meurt en 2021.